# Aichach
Aichach est une ville de Bavière (Allemagne), chef-lieu de l'arrondissement d'Aichach-Friedberg.

## Histoire
| Appartenances historiques Duché de Bavière 907–1255 Duché de Haute-Bavière 1255–1353 Duché de Bavière-Landshut 1353-1392 Duché de Bavière-Ingolstadt 1392-1447 Duché de Bavière-Landshut 1447-1505 Duché de Bavière 1505–1623 Électorat de Bavière 1623–1806 Royaume de Bavière 1806–1918 République de Weimar 1918–1933 Reich allemand 1933–1945 Allemagne occupée 1945–1949 Allemagne 1949–présent |

## Personnalités nées à Aichach
- Othon II de Wittelsbach (1083-1156), comte mort au château de Wittelsbach
- Ilse Koch (1906-1967), aufseherin morte à Aichach
- Mathias Greiter, compositeur de la Renaissance
- Vincenz Müller, général de la Wehrmacht, homme politique est-allemand, chef d'état major de la Nationale Volksarmee
- Maximilian Lehmer
- Hanna Sandtner, militante communiste emprisonnée à la prison pour femmes (entre 1921 et 1923)